# ایندیگو (فیلم)
ایندیگو (انگلیسی: Indigo) یک فیلم است که در سال ۲۰۰۳ منتشر شد. از بازیگران آن می‌توان به نیل دونالد والش اشاره کرد.